# Egedal
Egedal is een gemeente in de Deense regio Hoofdstad (Hovedstaden) en telt 43.082 inwoners (2017).
Bij de herindeling van 2007 werden de volgende gemeentes bij Egedal gevoegd: Ledøje-Smørum, Stenløse en Ølstykke.

## Plaatsen in de gemeente
- Tangbjerg
- Ganløse
- Stenløse
- Søsum
- Ledøje
- Ølstykke St.
- Slagslunde
- Smørumovre
- Veksø
- Buresø

Albertslund · Allerød · Ballerup · Bornholm · Brøndby · Dragør · Egedal · Fredensborg · Frederiksberg · Frederikssund · Furesø · Gentofte · Gladsaxe · Glostrup · Gribskov · Halsnæs · Helsingør · Herlev · Hillerød · Høje-Taastrup · Hørsholm · Hvidovre · Ishøj · København · Lyngby-Taarbæk · Rødovre · Rudersdal · Tårnby · Vallensbæk
- International Standard Name Identifier: 0000 0004 0378 922X
- MusicBrainz: 2931c10f-8ef5-4314-82a2-27ab2ff1d37e
- Virtual International Authority File: 305250494
- WorldCat: E39PBJxxjdKCkycyVy73gBP4v3